# Atanazy (Martos)
Atanazy, imię świeckie Anton Wikientjewicz Martos (ur. 26 sierpnia?/8 września 1904 w Zawicie, zm. 3 listopada 1983 w Buenos Aires) – biskup Rosyjskiego Kościoła Prawosławnego poza granicami Rosji.

## Życiorys
Urodził się w rodzinie chłopskiej. Mając 23 lata złożył wieczyste śluby zakonne w ławrze Poczajowskiej. W 1930 ukończył wyższe studia teologiczne w Studium Teologii Prawosławnej Uniwersytetu Warszawskiego. Rok wcześniej w soborze w Warszawie przyjął święcenia kapłańskie. W tym samym roku został skierowany do Kodnia w celu opieki nad miejscową społecznością prawosławną pozbawioną, wskutek akcji rewindykacji cerkwi, własnej świątyni. Opiekował się także grupą uchodźców rosyjskich w okolicach Warszawy, odprawiał nabożeństwa w kaplicy w Wołominie. Następnie prowadził pracę duszpasterską w Klukowiczach i na Podkarpaciu. 
W 1931 na polecenie metropolity warszawskiego i całej Polski Dionizego udał się do wsi Turkowice, gdzie miał działać na rzecz reaktywacji żeńskiego monasteru, działającego przed 1915. Mnich Atanazy przyczynił się do nielegalnego sprowadzenia do Turkowic kilku mniszek z innych żeńskich klasztorów PAKP. W 1932 przeniesiony z Turkowic do Kielc, a następnie do pracy w prawosławnym seminarium duchownym w Warszawie jako nauczyciel obrzędów cerkiewnych i języka cerkiewnosłowiańskiego. W 1936 został przełożonym monasteru św. Onufrego w Jabłecznej, podniesiony trzy lata później do godności archimandryty. W 1936 ukończył również studia uniwersyteckie na kierunku pedagogika. 
W czasie II wojny światowej zaangażował się w tworzenie, wbrew stanowisku metropolity warszawskiego i całej Polski, autokefalicznego Białoruskiego Kościoła Prawosławnego, brał udział we Wszechbiałoruskim Soborze Cerkiewnym. Mimo tego w lutym 1942 metropolita Dionizy (Waledyński) zgłosił jego kandydaturę, obok archimandrytów Teofana (Protasiewicza) i Filoteusza (Narko), do chirotonii biskupiej. Inicjatywa ta została zablokowana przez Sobór Biskupów, zdominowany przez duchownych ukraińskich. 8 marca 1942 został w ramach Kościoła białoruskiego wyświęcony na biskupa witebskiego, zaś w 1944 przeniesiony na katedrę nowogródzką. W 1945 ewakuowany z ziem białoruskich do Niemiec przez Warszawę, razem z grupą innych hierarchów pochodzących z Polskiego Autokefalicznego Kościoła Prawosławnego przeszedł w jurysdykcję Rosyjskiego Kościoła Prawosławnego poza granicami Rosji w lutym 1946. Początkowo pełnił w tym Kościele zadania dziekana wikariatu północnoniemieckiego eparchii berlińskiej i niemieckiej, zaś w 1950 został biskupem pomocniczym eparchii Sydney, Australii i Nowej Zelandii.
W 1957 w związku z planowanym odsunięciem metropolity Makarego (Oksijuka) od godności zwierzchnika Polskiego Autokefalicznego Kościoła Prawosławnego, władze polskie rozważały jego zaproszenie do Polski jako kandydata na nowego zwierzchnika Kościoła.
W marcu 1956 wyznaczony na biskupa Buenos Aires i Ameryki Południowej. Jako ordynariusz tejże eparchii doprowadził do wzniesienia w Buenos Aires soboru Zmartwychwstania Pańskiego. W latach 1969–1970 był ordynariuszem eparchii Sydney, Australii i Nowej Zelandii.
Zmarł w 1983 jako arcybiskup Buenos Aires i Ameryki Południowej. Został pochowany na cmentarzu monasteru w Jordanville.